# Hildor Lundvik
Hildor Lundvik, född 6 mars 1885 i Hille, död 24 januari 1951 i Kungsholms församling i Stockholm, var en svensk tonsättare och dirigent.
Lundvik studerade först juridik vid Uppsala universitet, därefter musik vid Kungliga Musikkonservatoriet i Stockholm. Han avlade musiklärarexamen samt kyrkosångar- och organistexamen. Från 1928 var han organist i S:t Görans församling i Stockholm. Hildor Lundvik var ledare för Stockholms allmänna sångförening 1925–1928, Bellmanskören 1930–1950 och 1932–1941 förste förbundsdirigent i Stockholms sångarförbund. Hildor Lundvik är begravd på Skogsö kyrkogård.